# USB

Główne logo standardu USB

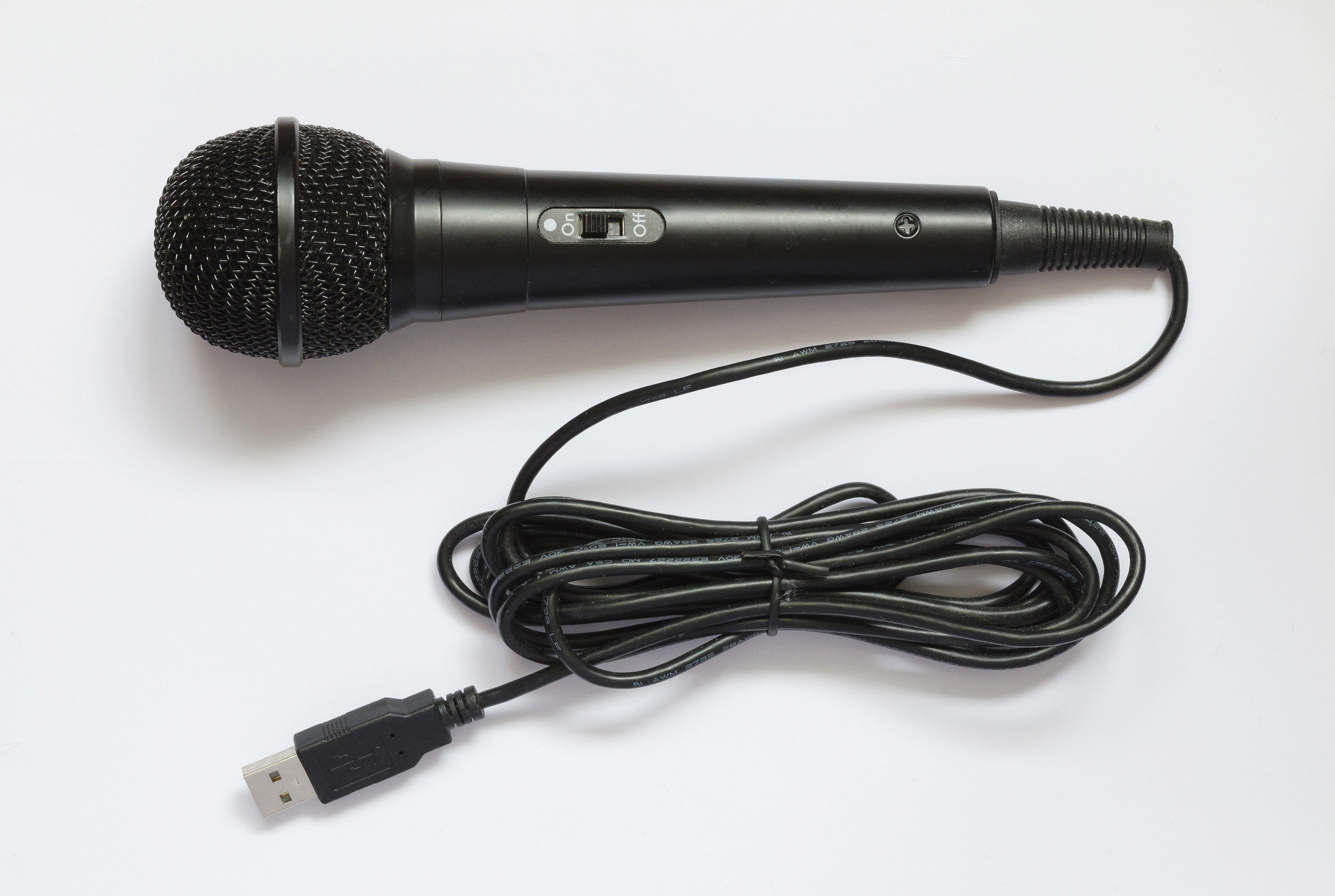
Mikrofon ze złączem USB

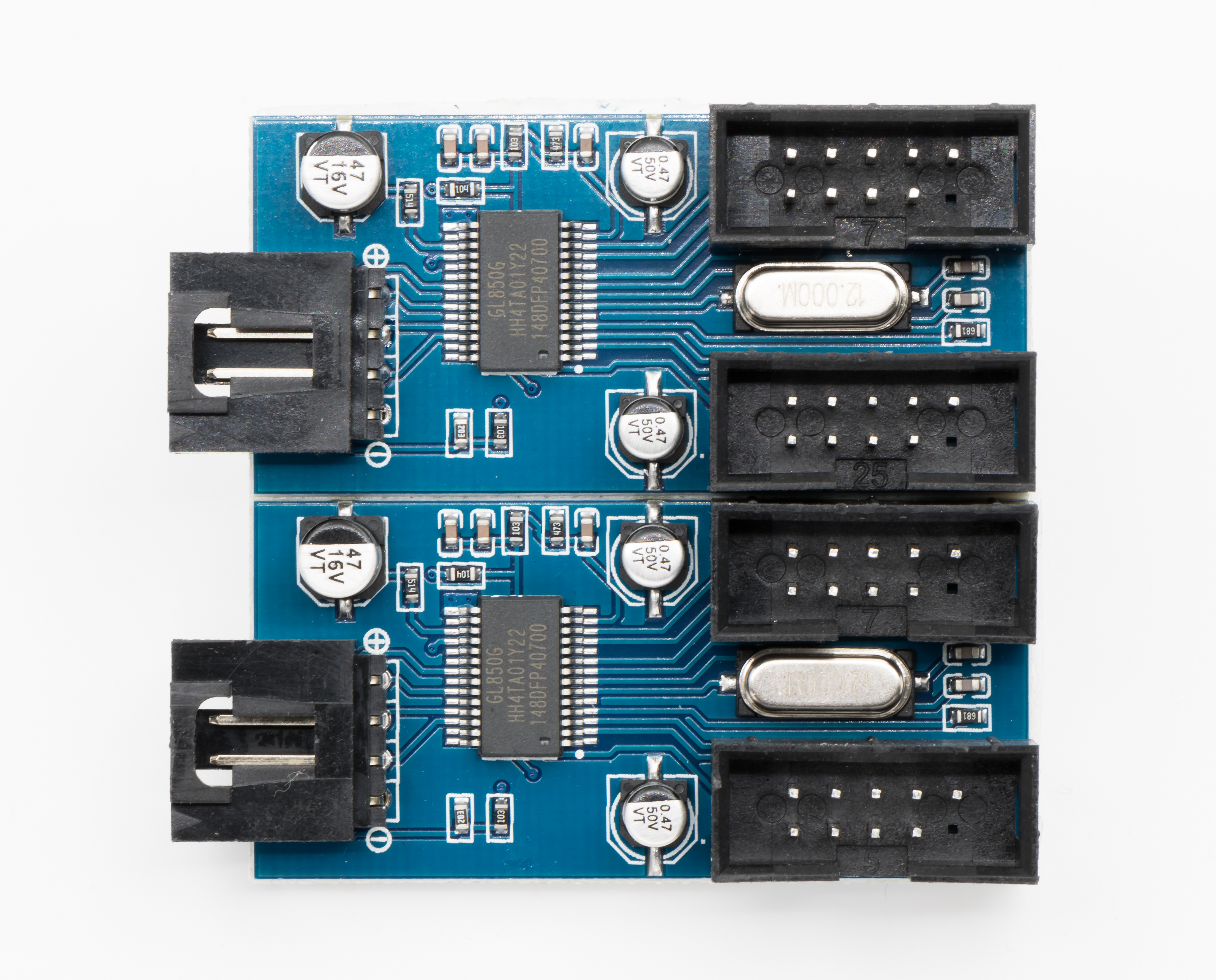
Wewnętrzny hub USB 2.0

USB (od ang. Universal Serial Bus), uniwersalna magistrala szeregowa – komputerowe złącze komunikacyjne (tak zwany port lub interfejs) zastępujące stare porty szeregowe i porty równoległe. Zostało opracowane przez firmy Microsoft, Intel, Compaq, IBM i DEC, które w celu rozwoju i wsparcia tego standardu powołały USB Implementers Forum, Inc..  
Port USB jest uniwersalny w tym sensie, że można go wykorzystać do podłączenia do komputera wielu różnych urządzeń (na przykład kamery wideo, aparatu fotograficznego, telefonu komórkowego, modemu, skanera, klawiatury, przenośnej pamięci). Urządzenia podłączane w ten sposób mogą być automatycznie wykrywane i rozpoznawane przez system, przez co instalacja sterowników i konfiguracja odbywa się w dużym stopniu automatycznie (przy starszych typach szyn użytkownik musiał bezpośrednio wprowadzić do systemu informacje o rodzaju i modelu urządzenia). Możliwe jest także podłączanie i odłączanie urządzeń bez konieczności wyłączania i ponownego uruchamiania komputera.
Większość współczesnych systemów operacyjnych obsługuje złącze USB – dotyczy to między innymi systemów firmy Microsoft, zaczynając od Windows 95 w wersji OSR2 (istnieje także poprawka do wersji OSR1 udostępniająca obsługę USB), systemów Windows z rodziny NT (od wersji 5.0), systemów opartych na jądrze Linux, systemów BSD oraz Mac. W przypadku starszych było to możliwe przez sterowniki lub wbudowane w BIOS-ie karty – na przykład w Amidze (od 3.0 razem z MUI), DOS-ie (chociaż karta ISA obsługuje aktualnie tylko tryb pamięci masowej).

## Praca w sieci
Jedną z ważniejszych cech portu USB jest zgodność ze standardem Plug and Play. Architektura USB składa się z serwera (hosta), wielu portów USB oraz urządzeń do nich podłączonych. Host USB może zarządzać wieloma kontrolerami, a każdy kontroler może udostępniać jeden lub więcej portów USB. Urządzenia można z sobą łączyć, tworząc sieć o topologii drzewa, wykorzystując do tego koncentratory USB. Mogą być one połączone kaskadowo, tworząc nawet pięciopoziomową strukturę drzewiastą. W całej sieci można podłączyć do 127 urządzeń USB, jednak ze względu na pobór mocy ich liczbę trzeba ograniczyć. Każde urządzenie komunikuje się z kontrolerem przy wykorzystaniu kanałów logicznych, których może być do 32, przy czym 16 z nich jest wejściowych i 16 wyjściowych. Dwa kanały, po jednym z każdego kierunku transmisji, są zarezerwowane, więc realnie istnieje 30 kanałów logicznych na każde urządzenie USB. Przykładem wykorzystania wielu kanałów może być kamera internetowa z mikrofonem i wyjściem słuchawkowym. Ponadto w jednej sieci mogą pracować urządzenia o różnych szybkościach transmisji.
Ważną cechą USB jest to, że magistrala wymaga obecności dokładnie jednego kontrolera magistrali, którego rolę pełni host. Uniemożliwia to wykonanie bezpośredniego połączenia dwóch komputerów (wymagany jest przewód ze specjalnym układem) oraz bezpośredniego połączenia z sobą urządzeń peryferyjnych (w tym przypadku brak kontrolera).

## Standardy i przepustowość
Na opakowaniach produktów można znaleźć oznaczenia USB 2.0 i podobne, ważniejszą informacją jest jednak szybkość transmisji. Urządzenia te powinny mieć naklejkę informującą o ich standardzie pracy.
Urządzenia USB możemy podzielić na trzy grupy ze względu na zgodność z przyjętymi specyfikacjami:
- USB 1.1 Urządzenia spełniające warunki tej specyfikacji mogą pracować z szybkością (full speed) 12 Mbit/s (1,5 MB/s) i (low speed) 1,5 Mbit/s (0,1875 MB/s). Data ogłoszenia specyfikacji: 23.08.1998.
- USB 2.0 (high speed) Urządzenia zgodne z warunkami nowej specyfikacji mogą pracować z maksymalną szybkością 480 Mbit/s (60 MB/s). Rzeczywista szybkość przesyłu danych zależy od konstrukcji urządzenia. Według testów portalu CNet[15] maksymalna prędkość zapisu kształtuje się w granicach od 25 do 30 MB/s, a odczytu od 30 do 42 MB/s. Jest to głównie spowodowane tym, że transmisja danych przez port odbywa się w trybie half duplex na jednej parze przewodów. Urządzenia w standardzie USB 2.0 są w pełni kompatybilne ze starszymi urządzeniami. Data ogłoszenia specyfikacji: 27.04.2000.
- USB 3.1 Gen 1 (SuperSpeed) (wcześniej noszący nazwę USB 3.0) Urządzenia zgodne z warunkami nowej specyfikacji mogą pracować z szybkością 5 Gbit/s[1]. W transmisji stosuje się kodowanie 8b/10b(inne języki), przez co rzeczywista przepustowość łącza danych wynosi 4 Gbit/s (500 MB/s)[16]. Nowy standard oprócz standardowych przewodów (dla kompatybilności w dół z USB 2.0 i 1.1) do szybkich transferów wykorzystuje dwie dodatkowe, ekranowane pary przewodów w full duplex. Pierwsza prezentacja tej technologii odbyła się na targach Consumer Electronics Show 2008. Data ogłoszenia specyfikacji: 17.11.2008.
- USB 3.1 Gen 2 (SuperSpeed+) Standard ogłoszony 31 lipca 2013. Do powszechnego użytku wszedł w 2015 roku. Prędkość maksymalna to 10 Gbit/s, a moc może wynosić 100 W. Standard 3.1 jest kompatybilny wstecz. Nieobsługiwany przez złącza USB A/B. Do uzyskania pełnej przepustowości (10Gbit/s) należy użyć kompatybilnego złącza USB typu C zgodnego z standardem 3.1 Gen 2.
- Standard złącza USB typ C 1.0 ogłoszony 11 sierpnia 2014 i typ C 1.1 ogłoszony 3 kwietnia 2015. Wymiary złącza to 8,3 na 2,5 mm. Ze względu na dużo większe możliwości zasilania nowym złączem zabronione jest tworzenie adapterów lub przewodów pozwalających podłączyć do hosta z gniazdem A urządzenie zaprojektowane dla złącza C. Nie należy nazywać złącza typu C złączem „3.1” – standard transmisji USB 3.1 Gen 2 można przesyłać z użyciem złącza typu A/B. Do złącza typu C zaprojektowano rozszerzenie pod nazwą USB Power Delivery(inne języki) pozwalające na negocjację ograniczeń napięcia i prądu dla jak najwydajniejszego ładowania lub zasilania urządzeń (nawet do 20 V i 5 A).
- USB 3.2 Standard ogłoszony we wrześniu 2017, wstecznie kompatybilny. Wprowadza dwa nowe tryby SuperSpeed+ przez złącze USB typ C o szybkości transmisji danych wynoszące 10 i 20 Gbit/s (1250 i 2500 MB/s). Zwiększenie przepustowości pasma jest wynikiem operacji wielopasmowej na istniejących przewodach, które były przeznaczone dla funkcji flip-flop złącza typu C.

### W opracowaniu
- USB4 według oficjalnej opublikowanej przez USB Implementers Forum specyfikacji oferuje kompatybilność z Thunderbolt 3. Oznacza to, że możliwe stanie się łatwe podłączanie kart PCI-Express (np. kart graficznych) poprzez zewnętrzne stacje dokujące. Poza tym typowo dla kolejnej generacji USB ma ona zapewnić szybszy przesył danych (niemal dwukrotnie szybszy, niż USB 3.2)[17][18][19]

Opublikowana specyfikacja USB4 zakłada obsługę następujących technologii przez USB4:
| Połączenie              | Obowiązkowe dla | Obowiązkowe dla | Obowiązkowe dla | Uwagi |
| ----------------------- | --------------- | --------------- | --------------- | --- |
| Połączenie              | host            | hub             | urządzenie      | Uwagi |
| USB 2.0 (480 Mb/s)      | T               | T               | T               | Działa na własnej parze przewodów, niezależnie od reszty. |
| USB 3 Gen 2x2 (20 Gb/s) | T               | T               | T               | Urządzenia USB 3 o mniejszych prędkościach, np. 5 Gb/s (Gen 1x1) nadal będą obsługiwane przez hosty i huby USB4, jako urządzenia USB 3.x. Wspomniane wymagania dotyczą tylko nowych urządzeń, certyfikowanych jako USB4. |
| USB 3 Gen 3x2 (40 Gb/s) | N               | T               | N               | Urządzenia USB 3 o mniejszych prędkościach, np. 5 Gb/s (Gen 1x1) nadal będą obsługiwane przez hosty i huby USB4, jako urządzenia USB 3.x. Wspomniane wymagania dotyczą tylko nowych urządzeń, certyfikowanych jako USB4. |
| DisplayPort             | T               | T               | N               | Specyfikacja odnosi się do DisplayPort w wersji 1.4a, który, mając przepustowość 25,92 Gb/s, bez problemu zmieści się w 40Gb/s przepustowości USB4 dostarczanej przez technologię Thunderbolt 3. Nowo ogłoszony DisplayPort w wersji 2.0 będzie miał przepustowość 77,37 Gb/s, przekraczającą 40 Gb/s możliwości obecnego USB4. Jednak, o ile dane złącze USB-C nie będzie mogło przesłać DisplayPort 2.0 w trybie USB4, możliwość taka ciągle będzie istniała w Trybie Alternatywnym DisplayPort, gdzie elektronika USB4 jest odłączona i złącze jest bezpośrednio przyłączone do elektroniki DisplayPort. Specyfikacja nie wymaga, żeby host USB4 posiadał kartę graficzną z wyjściem DisplayPort. Równie dobrze warunek obsługi może być spełniony przez gniazdko wejściowe DisplayPort do podłączenia sygnału z zewnątrz. |
| komunikacja host-host   | T               | T               | n.d.            | Połączenie w stylu sieci LAN pomiędzy dwoma równorzędnymi urządzeniami. |
| PCI Express             | N               | T               | N               | Bezpośrednia obsługa PCI Express ma zastąpić Thunderbolt w wersjach 1 do 3, który transmituje PCI Express po złączu DisplayPort. |
| Thunderbolt 3           | N               | T               | N               | Kompatybilna wstecznie obsługa urządzeń Thunderbolt 3 z uwagi na pasującą wtyczkę. Jej funkcjonowanie prawdopodobnie będzie zależne od obsługi PCI Express przez dane urządzenie. |

Podczas CES 2020 Intel ogłosił zamiar użycia marki Thunderbolt 4 dla tego sprzętu USB4, który będzie obsługiwać wszystkie nieobowiązkowe funkcje.

## Typy złączy USB
- USB 1.1: typ A, typ B
- USB 2.0: typ A, typ B, mini A, mini B, mini AB, micro A, micro B, micro AB

Wtyczka USB typu A
Wtyczka USB typu B
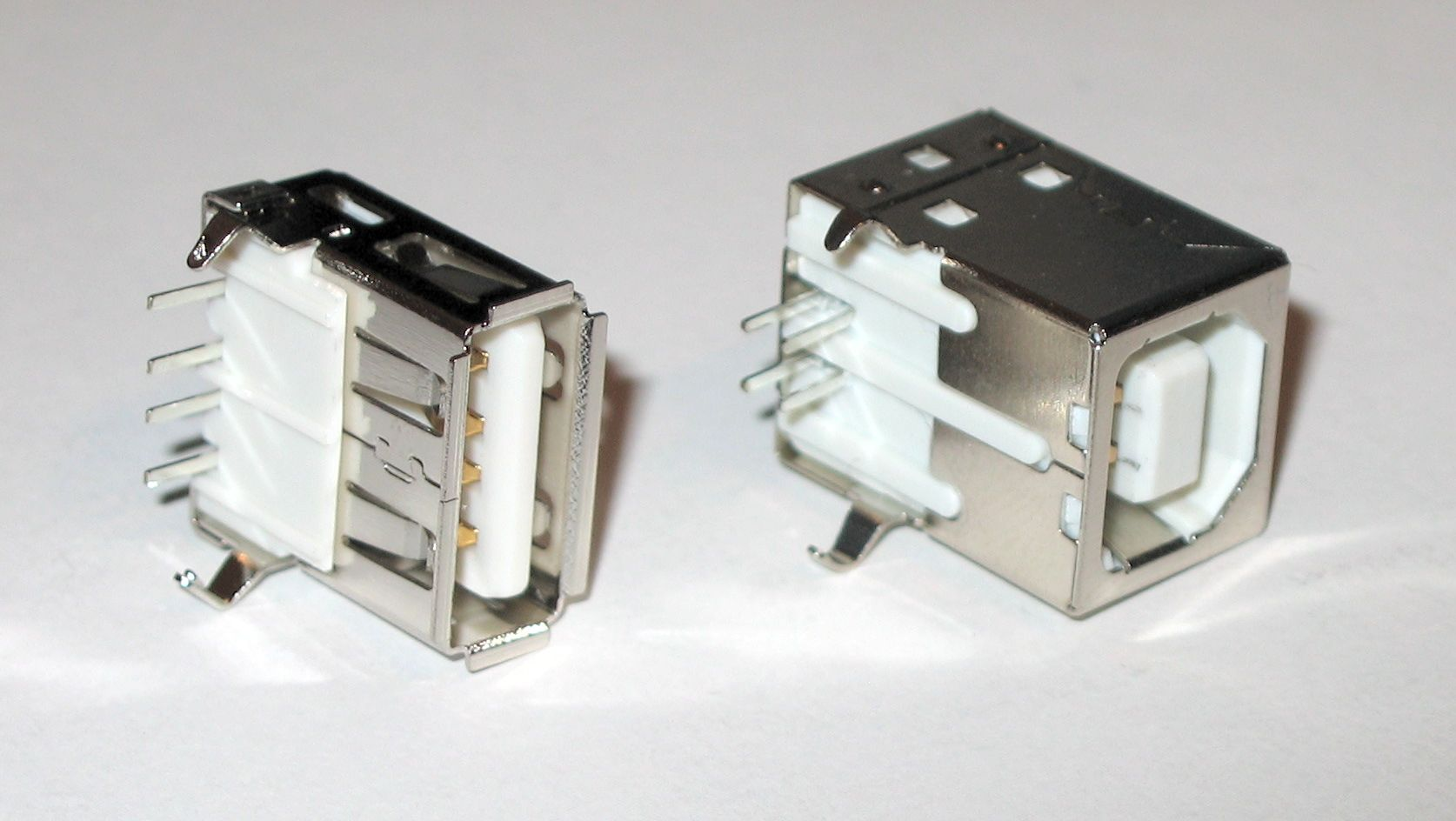
Gniazdo USB typu A i typu B (do montażu na płytce)
Piny USB typu A (kolejność pinów w gnieździe - we wtyczce jest na odwrót)
Piny USB typu B
Piny USB mini A
Piny USB mini B
Piny USB mini AB
Piny USB micro A
Piny USB micro B
Piny USB micro AB

- USB 3.0: typ A SuperSpeed, typ B SuperSpeed, micro B SuperSpeed
- USB 3.1: typ A SuperSpeed, typ B SuperSpeed, micro B SuperSpeed, typ C
- USB 3.2: typ C

Piny USB typu A SuperSpeed
Piny USB typu B SuperSpeed
Piny USB micro B SuperSpeed
Piny USB typu C

## Transmisja elektryczna
| Przewód      | Numer                     | Sygnał    | Opis                         |
| ------------ | ------------------------- | --------- | ---------------------------- |
| czerwony     | 1                         | VBUS      | zasilanie +5 V (maks. 0,9 A) |
| biały        | 2                         | D-        | transmisja danych Data-      |
| zielony      | 3                         | D+        | transmisja danych Data+      |
| czarny       | 4 (5 w mikro- i mini-USB) | GND       | masa                         |
| fioletowy    | 5                         | SSRX-     | odbiór danych USB 3.0        |
| pomarańczowy | 6                         | SSRX+     | odbiór danych USB 3.0        |
| czarny       | 7                         | GND DRAIN | masa USB 3.0                 |
| żółty        | 8                         | SSTX-     | nadawanie danych USB 3.0     |
| niebieski    | 9                         | SSTX+     | nadawanie danych USB 3.0     |

Transmisja odbywa się przy wykorzystaniu dwóch przewodów (zielonego Data+ i białego Data-). Magistrala zawiera również linię zasilającą (czerwony +5 V DC i czarny przewód – masa) o napięciu 5 V i maksymalnym poborze prądu 0,5 A dla USB 2.0 i USB 1.1 w trybie charging ports (standardowo 0,5 A dla USB 1.1/2.0). W starszych płytach głównych występuje zamiast czterech pięć styków dla każdego gniazda USB. Piąty styk należy połączyć z czarnym przewodem GND płytki z gniazdem (ustawienie hosta). W przypadku wtyczek USB mini i micro (jak na powyższym zdjęciu wtyczki zawierające 5 styków) schemat połączeń wygląda nieco inaczej niż zawarty w tabeli poniżej. W mini i micro USB styk oznaczony jako 4 pozostaje normalnie niepodłączony (NC – Not Connected), jest to styk opisywany jako ID, dzięki niemu możemy przełączyć nasz port ze slave na host i na odwrót. Podłączając pin 4 (ID) z 5 (GND), możemy uruchomić w urządzeniach przenośnych OTG (ang. On The Go), co umożliwi nam korzystanie z urządzeń jako host. Styk o numerze 5 stanowi GND (przewód czarny).
Czasem można spotkać się z następującymi kolorami przewodów: niebieski, pomarańczowy, zielony, biały. Wówczas kolor biały odpowiada czerwonemu (według powyższego schematu jest to przewód nr 1), zielony – biały albo żółty (według powyższego schematu jest to przewód nr 2), pomarańczowy – zielony (według powyższego schematu jest to przewód nr 3), niebieski – czarny (według powyższego schematu jest to przewód nr 4). W niektórych przypadkach przewód czarny (na powyższym schemacie oznaczony nr 4.) znaczony jest kolorem białym, natomiast kolor biały (przewód nr 2 na schemacie) bywa zastępowany niebieskim.

## Zasilanie
| Typ                           | Natężenie  | Napięcie | Moc       |
| ----------------------------- | ---------- | -------- | --------- |
| USB 1.x i 2.x                 | 500 mA     | 5 V      | 2.5 W     |
| USB 3.x                       | 900 mA     | 5 V      | 4.5 W     |
| USB Battery Charging (BC 1.2) | 0.5–1.5 A  | 5 V      | 2.5–7.5 W |
| USB-C                         | 500/900 mA | 5 V      | 2.5/4.5 W |
| USB-C                         | 1.5 A      | 5 V      | 7.5 W     |
| USB-C                         | 3 A        | 5 V      | 15 W      |
| USB Power Delivery            | 2 A        | 5 V      | 10 W      |
| USB Power Delivery            | 1.5 A      | 12 V     | 18 W      |
| USB Power Delivery            | 3 A        | 12 V     | 36 W      |
| USB Power Delivery            | 5 A        | 12 V     | 60 W      |
| USB Power Delivery            | 3 A        | 20 V     | 60 W      |
| USB Power Delivery            | 5 A        | 20 V     | 100 W     |

Standardowym napięciem zasilania dla pojedynczego urządzenia podłączonego do portu USB 1.1/2.0 jest 5 V, przy czym specyfikacja określa, że powinno być ono między 4,75 V a 5,25 V. Dla portu USB 3.0 podstawowe napięcie jest takie samo, lecz dopuszczalny zakres jest szerszy i wynosi 4,45 – 5,25 V. Dla portu USB 2.0 podstawową jednostką zasilania jest 100 mA, a dla USB 3.0 – 150 mA (standard Low-power) i są to minimalne wartości wydajności, jakie musi spełniać port. Przy takim obciążeniu napięcie może spaść odpowiednio do 4.0 V i 4,4 V. Dla urządzeń high-power maksymalny prąd może być 5 razy większy dla standardu USB 2.0 (może wynosić maksymalnie 500 mA) i 6 razy większy dla USB 3.0 (czyli 900 mA). Są to wartości maksymalne dla tych specyfikacji. Jeśli urządzenie podłączone do odpowiedniego portu jest wysokoprądowe, to domyślnie jest zasilane z maksymalną wydajnością, a wielkość płynącego prądu wynika z prawa Ohma. Natomiast urządzenie niskoprądowe inicjowane jest minimalną wartością prądu, ale może ono zażądać wartości maksymalnej i otrzyma ją, tylko gdy magistrala ma taką możliwość. Jeśli urządzenie wymaga więcej prądu niż maksymalny, jakim jest w stanie zasilić go port, wtedy nie może być ono zasilane z pojedynczego portu. Takie urządzenia zwykle pozwalają na podłączenie dodatkowego portu USB i zasilanie go jednocześnie z obu. Przy podłączeniu koncentratora portów USB do portu bazowego, przydziela on sobie 1 jednostkę zasilania (odpowiednio 100/150 mA), a pozostałe 4 rezerwuje dla później przyłączanych urządzeń. Jeśli zostanie podłączone jedno urządzenie, to koncentrator przydzieli mu tylko 1 jednostkę zasilania, a pozostałe rezerwuje. Inaczej jest, gdy koncentrator ma własne zasilanie. W takim przypadku może on podawać maksymalną wartość prądu dla każdego urządzenia.
W specyfikacji USB w 2007 roku zdefiniowano nowy typ portów służący do ładowania akumulatorów urządzeń – są to tak zwane charging ports. Pozwalają one na uzyskanie prądu zasilającego powyżej 500 mA bez jakiejkolwiek negocjacji z kontrolerem. Jeśli jednak podłączone urządzenie będzie przeciążać port, zostanie automatycznie na nim odcięte zasilanie. Rozróżnia się dwie odmiany ładujących portów USB. Należą do nich downstream charging ports, pozwalające na przesyłanie danych, i dedicated charging ports, w których piny D- i D+ są zmostkowane (nie pozwalają na transmisję danych). W pierwszej odmianie portów zbyt duży prąd zasilania mógłby interferować z przewodami sygnałowymi służącymi do przesyłania danych, dlatego maksymalny prąd zasilający został ograniczony do 900 mA. W przypadku portów dedykowanych nie ma takiej obawy, więc wartość maksymalnego prądu, jaki może podać port, wynosi 1,5 A w przypadku USB 2.0 i 1,8 A dla USB 3.0.
Innym rodzajem portów USB są porty zasilane (powered USB), które potrafią dostarczyć prąd o natężeniu 6 A i napięciu 5 V, 12 V lub 24 V. Pozwala to uzyskać do 144 W zasilania na port.

## Kontroler USB

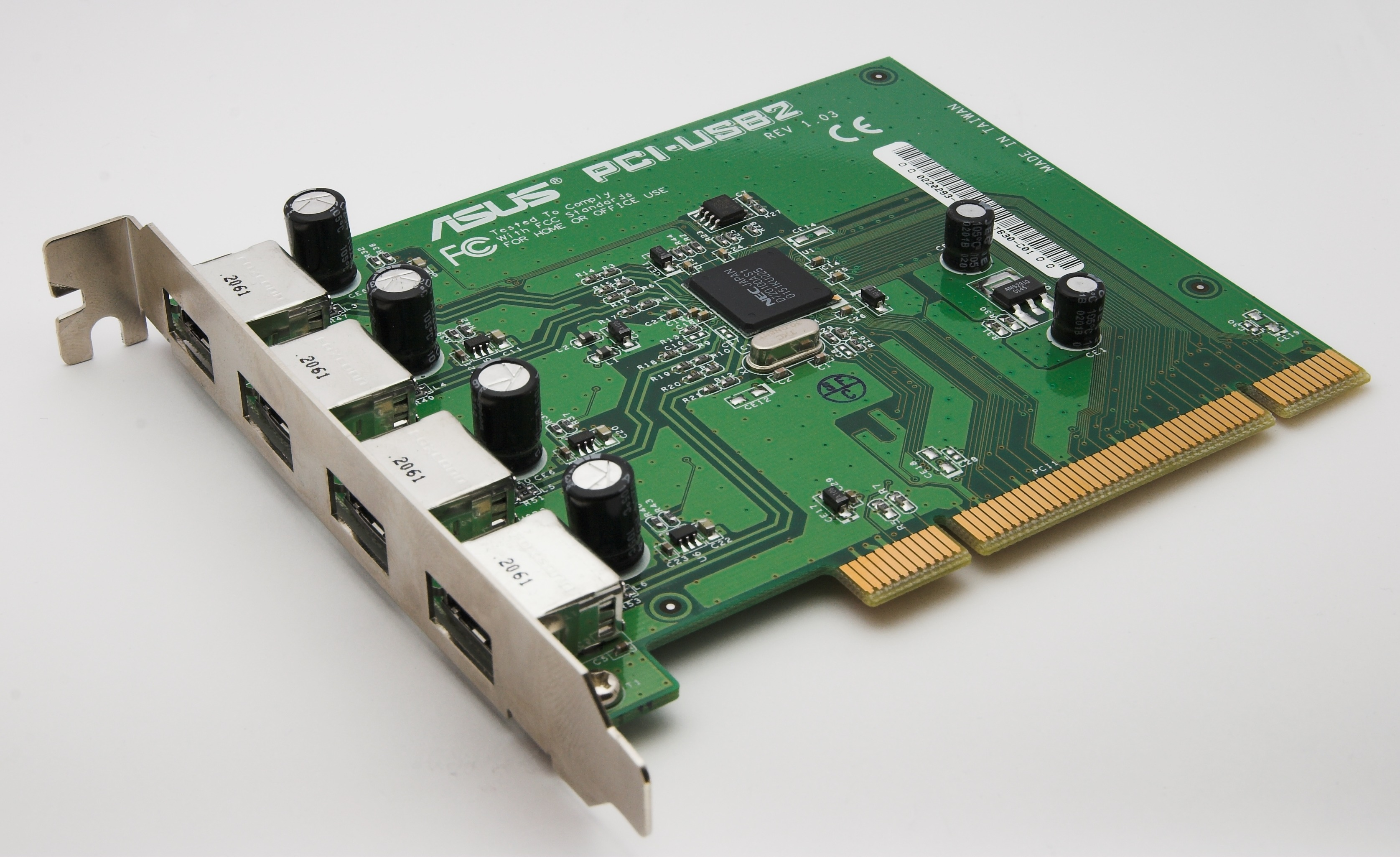
Kontroler USB marki ASUS na złączu PCI

Kontroler USB jest kartą rozszerzeń umożliwiająca podłączanie urządzeń korzystających z interfejsu USB do komputerów go nieposiadających. Karty takie występują w różnych wersjach w zależności od liczby portów i ich rodzaju (USB 1.X, USB 2.X lub USB 3.X).